# Ан-26 «Vita»
Ан-26 «Vita» — военный санитарно-транспортный и реанимационно-операционный самолёт, украинский вариант модернизации советского самолёта Ан-26. Является средством оказания неотложной медицинской помощи и эвакуации раненых стратегического уровня.

## История
В начале 2000х годов специалисты расположенного в Виннице военно-медицинского центра ВВС Украины разработали проект создания «летающего госпиталя» для ВВС Украины, необходимость изготовления которого была обоснована опытом прошедших в 1980-е—1990-е годы военных конфликтов.
Сначала госпиталь планировали разместить на борту самолёта Ан-30, но в связи с высокой стоимостью самолёта этот вариант проекта был отклонён и изготовление санитарно-транспортного самолёта начали на базе Ан-26.
В 2001 году один самолёт Ан-26Ш из наличия ВВС Украины был передан на Одесский авиаремонтный завод и переоборудован в Ан-26 «Vita». Самой сложной задачей для конструкторов и инженеров стало создание независимой от бортового питания энергосиловой системы, которая не вызвала бы помехи во время полёта, но эта задача была успешно решена. Стоимость работ по переоборудованию самолёта составила около 1 млн. гривен, при этом средства государственного бюджета Украины не использовались - все израсходованные денежные средства являлись внебюджетными.
После завершения испытаний, в 2002 году самолёт Ан-26 «Vita» был официально принят на вооружение вооружённых сил Украины, получил бортовой номер «25» и был включён в состав 456-й бригады военно-транспортной авиации ВВС Украины в Виннице. Помимо экипажа, за самолётом была закреплена бригада военных медиков.
Уже в 2002 году самолёт был привлечён к эвакуации пострадавшего. В 2002 году на военном аэродроме близ пгт Кировское во время испытаний экспериментальной модели самолёта при заходе на посадку самолёт упал на лётное поле. Лётчика-испытателя в тяжёлом состоянии с переломами костей доставили в районную больницу, через два часа на аэродроме приземлилась «Vita» и в это же время на вертолёте на аэродром доставили пострадавшего. В воздухе ему сделали операцию, и через 7 часов он оказался в стационарном военном госпитале.
В июле 2005 года на пресс-конференции в Судаке начальник медицинской службы ВВС Украины П. С. Мельник сообщил, что рассматривается возможность использования самолёта в программах ООН, что позволит зарабатывать деньги на обеспечение эксплуатации самолёта, однако для эксплуатации самолёта за пределами воздушного пространства страны необходимо установить на самолёт дополнительное оборудование, необходимое для соответствия требованиям ICAO.
В последующие годы самолёт продолжали использовать для оказания медицинской помощи пострадавшим и выполнения аэромедицинской эвакуации — 12 июля 2005 было объявлено, что за три года эксплуатации самолёт совершил 101 вылет и благодаря своевременно оказанной медицинской помощи удалось спасти 160 человек, 8 мая 2007 года было объявлено, что с начала эксплуатации «воздушного госпиталя» бригада военно-медицинского центра ВВС в Виннице, которая закреплена за Ан-26 «Vita» и работает на самолёте, оказала помощь более чем 200 пациентам. Кроме того, самолёт неоднократно принимал участие в военных учениях вооружённых сил Украины (в том числе, в военных учениях с участием стран НАТО).
В июле 2007 года министерство обороны Украины сообщило о намерении переоборудовать в 2007 году самолёт Ан-26 «Vita» в соответствии с требованиями ICAO. В декабре 2009 года бывший министр обороны Украины А. С. Гриценко сообщил в интервью, что самолёт Ан-26 «Vita» отремонтирован, переоборудован в соответствии с требованиями ICAO и сертифицирован для международных перелётов. Представители НАТО оказали помощь в организации проведения сертификации самолёта с целью обеспечить возможность его использования в операциях НАТО.
В июле 2008 самолёт выполнил аэромедицинскую эвакуацию тяжелобольного офицера украинской армии из Николаева в Одессу для лечения в военно-медицинском клиническом центре Южного региона.
В 2010 году самолёт совершил вылет для участия в авиашоу на авиабазе Бовешен (Бельгия).
19 марта 2011 года началась военная операция НАТО в Ливии. 21 марта 2011 года президент Украины В. Ф. Янукович подписал указ № 329/2011, в соответствии с которым утвердил решение о гуманитарной миссии Украины по эвакуации граждан Украины из Ливийской Арабской Джамахирии. Для выполнения миссии было решено направить в Ливию два самолёта ВВС Украины (Ан-26 «Vita», находившийся на аэродроме базирования Гавришевка в Винницкой области и транспортный Ил-76МД из состава 25-й бригады транспортной авиации ВВС Украины, находившийся на аэродроме базирования в Мелитополе). В этот же день, 21 марта 2011 года Кабинет министров Украины утвердил распоряжение № 217, в соответствии с которым министерству обороны Украины дополнительно выделили 23,65 млн. гривен из средств резервного фонда государственного бюджета на приведение самолётов в состояние полной готовности и осуществление операции по эвакуации граждан Украины из Ливии, однако вылета в Ливию не потребовалось, поскольку 30 марта 2011 граждане Украины покинули страну вместе с находившимися в стране гражданами России в автоколонне посольства России.
3 декабря 2011 заместитель командира авиаэскадрильи 456-й бригады транспортной авиации майор Андрей Федаш сообщил в интервью, что за 2011 год самолёт осуществил 7 вылетов и за период с начала эксплуатации до 3 декабря 2011 самолёт совершил транспортировку свыше 200 пациентов.
16 июля 2013 самолёт выполнил аэромедицинскую эвакуацию тяжелобольного матроса ВМС Украины Юрия Иванова с крымского аэродрома «Бельбек» в киевский аэропорт «Борисполь» (откуда пострадавший был доставлен на автомобиле «скорой помощи» в Главный военно-медицинский клинический центр министерства обороны Украины для продолжения лечения).
5 августа 2013 самолёт с бригадой военных медиков военно-медицинского клинического центра Центрального региона на борту вылетел в Оршу, откуда 6 августа 2013 доставил на одесский аэродром Школьное пять граждан Украины, пострадавших 28 июля 2013 в ДТП на 173-м километре автодороги Могилев - Орша у села Бабичи Оршанского района Витебской области.
После начала боевых действий на востоке Украины весной 2014 года, самолёт использовался для аэромедицинской эвакуации раненых, травмированных и заболевших военнослужащих из зоны боевых действий в лечебные учреждения (9 июля 2014 заместитель начальника военно-медицинского клинического центра Центрального региона полковник медицинской службы Александр Столяренко сообщил, что в течение трёх месяцев 2014 года самолёт выполнил эвакуацию в военные лечебные учреждения более 300 раненых и больных военнослужащих вооружённых сил Украины, в последующее время использование самолёта для эвакуации раненых продолжалось).
В ноябре 2014 директор военно-медицинского департамента министерства обороны Украины полковник медицинской службы В. Б. Андронатий сообщил о намерении изготовить для ВВС Украины ещё один медицинский самолёт.
20 мая 2016 года начальник отделения анестезиологии военно-медицинского центра Центрального региона, подполковник медицинской службы Вячеслав Кондратюк сообщил в интервью, что за два года войны самолёт осуществил более 230 вылетов и перевёз почти четыре тысячи раненых. 11 мая 2017 года было объявлено, что с начала войны самолёт выполнил «почти 300 вылетов».
По состоянию на начало 2018 года за самолётом были закреплены две медицинские бригады, что обеспечивало возможность использования самолёта круглосуточно и 7 дней в неделю.
В мае 2018 года в штаб-квартире НАТО в Брюсселе состоялась конференция с участием Украины, по итогам которой Украина включила самолёт Ан-26 «Vita» с группой медицинской аэроэвакуации на борту в состав сил, которые могут использоваться при выполнении программ сотрудничества с НАТО в 2018—2019 гг.
13 апреля 2021 года самолёт использовался для доставки трёх раненых, двух травмированных и одного больного военнослужащего из Харькова на аэродром «Скнилов» во Львовской области.
24 августа 2021 года самолёт принимал участие в военном параде в Киеве. К этому времени самолёт оснастили комбинированными устройствами отстрела ложных тепловых целей КУВ 26-50 «Адрос».

## Описание
Ан-26 «Vita» способен штатно осуществлять транспортировку четырёх тяжелобольных или раненых в положении «лёжа» или 12 раненых в положении «сидя» (однако фактически, в 2014-2015 годы неоднократно имели место случаи транспортировки до 15 раненых, а один раз самолёт осуществил одновременную транспортировку бригады медиков и 17 пациентов).
Самолёт способен выполнять транспортировку пациентов на расстояние до 2500 километров с посадками даже на полевые аэродромы. На самолёте есть возможность выполнять реанимационные мероприятия, интенсивное лечение и проводить хирургические операции.
В результате переоборудования Ан-26 в самолёт Ан-26 «Vita» салон самолёта был перестроен в четыре отсека (операционная, палата интенсивной терапии, хозяйственно-бытовой отсек и отделение для медперсонала).
Отделение для медперсонала предназначено для размещения врачебной бригады в 4-5 человек, в него выведена сигнализация срочного вызова из палаты интенсивной терапии и операционной, установлены 4 кресла, 2 рабочих столика и видеосистема.
В операционной самолёта имеется 4 места для раненых, оборудовано рабочее место анестезиолога, установлены специальный операционный стол, аппарат «Роза-5» для искусственной вентиляции лёгких, кардиостимулятор, бестеневая осветительная аппаратура, портативный аппарат ультразвуковой диагностики, кардиомонитор с возможностью регистрации электрокардиограмм и измерения давления, шкафы для медикаментов, перевязочного материала, шин, медицинских инструментов и физрастворов.
В хозяйственном отсеке установлены холодильник, микроволновая печь, буфет, умывальник, электронагреватель для кипячения воды, электростерилизатор, шкаф для хранения медицинской документации, дополнительные баллоны с кислородом на 5 больных и баки с водой объёмом 150 литров. В этом же отсеке расположены раздевалка и туалет.
Для автономной работы самолёта установлена вспомогательная электростанция, которая обеспечивает питание медицинской аппаратуры независимо от систем самолёта. Система электропитания позволяет использовать любую современную аппаратуру: в самолёте предусмотрены разъёмы на 220, 110, 24 и 12 вольт.
Также установлен кондиционер-обогреватель.
Самолёт способен выполнять полёт на высоте до 7600 метров, однако с тяжелобольными или ранеными на борту рекомендованная высота полёта составляет до 4000 метров.

## Дополнительная информация
Название самолёта «Vita» в переводе с латинского языка означает «жизнь».